# Nörvenich
Nörvenich település Németországban, azon belül Észak-Rajna-Vesztfália tartományban. Lakosainak száma 11 387 fő (2023. december 31.). Nörvenich Düren, Merzenich és Vettweiß községekkel határos.

## Népesség
A település népességének változása:
| Lakosok száma | 8343 | 10 447 | 10 459 | 10 816 | 11 064 | 11 387 |
|               | 1975 | 2017   | 2019   | 2021   | 2022   | 2023   |